# Zitsa
Zitsa (griechisch Ζίτσα (f. sg.)) ist eine Gemeinde im Regionalbezirk Ioannina im nordwestlichen Epirus, 22 Kilometer nordwestlich der Stadt Ioannina (Ιωάννινα). Namensgeber der Gemeinde ist das gleichnamige Dorf mit 1014 Einwohnern im Jahr 2001. Bekannt ist das Gebiet als Zentrum einer griechischen Weinbauregion, die seit 1971 den Status einer O.P.A.P. (Onomasia Prolefseos Piotitos Ονομασία προελευσέως ποιοτήτας) trägt und europaweit als Herkunftsbezeichnung geschützt ist.
Zitsa wurde durch die Eingemeindung von vier Nachbargemeinden 2011 erheblich vergrößert, der Verwaltungssitz wurde hierbei von Zitsa nach Eleousa verlegt.

## Geographie, Geologie und Klima

### Geographie
Das Gebiet der Gemeinde Zitsa befindet sich im Nordwesten des griechischen Festlands inmitten des Hauptkamms des Pindos-Gebirges. Das Gemeindegebiet wird in seinem Westen vom Mittellauf des Kalamas (Thyamis) geprägt, welcher von Norden in das Gemeindegebiet von Zitsa eintritt und es nach Südwesten wieder verlässt. Ihm fließen auf dem Gemeindegebiet südlich (links) mehrere Nebenflüsse zu, darunter der Smolitsas und die Thyria.
An die Gemeinde Zitsa grenzen (im Uhrzeigersinn, beginnend im Norden) die Gemeinden Pogoni, Zagori, Ioannina, Dodoni, Souli und Filiates.
Bezogen auf das Dorf Zitsa beträgt die Entfernung zu größeren Städten wie Ioannina im Südosten 22 km, nach Igoumenitsa im Südwesten 116 km, nach Arta im Südosten 97 km, nach Kozani im Nordwesten 249 km, nach Thessaloniki im Nordwesten 391 km und nach Athen im Südosten 460 km. Bis zum Grenzübergang Kakavia nach Albanien beträgt die Entfernung ca. 50 km.

### Geologie
Das Gemeindegebiet von Zitsa liegt auf einer Flyschzone, welche sich von der Quelle des Kalamas über Zitsa nach Süden in Richtung Dodoni zieht.

## Geschichte
Die Ortschaft Zitsa wurde Ende des 14. Jahrhunderts von Menschen gegründet, welche sich durch ihren Wegzug aus den Ebenen und Städten der osmanischen Herrschaft teilweise oder gänzlich entziehen wollten. Im 18. Jahrhundert blühte Zitsa wie die Ortschaften Kastoria, Naoussa, Siatista, Kozani und Veria wirtschaftlich auf. Träger dieses Aufschwungs waren vor allem aromunisch-walachische Händlerfamilien. Der heilige Kosmas der Ätolier besuchte das Kloster Profitis Ilias in Zitsa 1764. Bei seinem Besuch veranlasste er die Gründung einer geheimen griechischen Schule (Daskalio), die bis in die Mitte des 19. Jahrhunderts bestand. 1858 wurde eine Grundschule durch Finanzmittel zweier Klöster eingerichtet. 1872 folgte eine weitere separate Schule für Mädchen und junge Frauen. 1809 besuchte Lord Byron das Profitis Ilias Kloster in Zitsa für 2 Tage und verkostete den Schaumwein von Zitsa. Literarisch verarbeitete Lord Byron seinen Aufenthalt in Zitsa und die Landschaft von Zitsa (vor allem das Tal des Kalamas) in seinem Werk Childe Harold’s Pilgrimage, Cantos 1–2 von 1812.
Im Verlauf des Ersten Balkankrieges von Oktober 1912 bis Mai 1913 wurde Zitsa wie auch das übrige Epirus (entsprechend der heutigen griechischen Region) von griechischen Truppen erobert. Im Frieden von Bukarest 1913 und den nachfolgenden Protokollverhandlungen wurde Zitsa als Bestandteil des neugriechischen Staates völkerrechtlich anerkannt.
Im Zweiten Weltkrieg, welcher für Griechenland mit dem italienischen Angriff aus Albanien am 28. Oktober 1940 begann, wurde Zitsa nach der griechischen Niederlage infolge des Eingreifens der Wehrmacht (Unternehmen Marita; ab 6. April 1941) ab Mai 1941 von italienischen Truppen besetzt. Im September 1943 endete die italienische Besatzungszeit mit Übertritt Italiens von den Achsenmächten zu den Alliierten; bis zu ihrem Rückzug Ende Oktober 1944 besetzten deutsche Truppen Zitsa.
Im Griechischen Bürgerkrieg von März 1946 bis September 1949 war Zitsa mehrfach Schauplatz von Kämpfen zwischen der kommunistisch-dominierten Demokratischen Armee Griechenlands (DSE) und den rechtsgerichteten Regierungstruppen. Bereits vor dem Ausbruch des Bürgerkrieges überfielen bewaffnete Rebellen am 28. November 1945 Zitsa. Am 26. Mai 1945 liefert das Mitglied der DSE Georgios Gatzios, ein Bäcker aus Zitsa, einen der ersten Hinweise auf die Unterstützung der DSE durch Albanien. Wenige Tage zuvor war die griechische Nationalgarde als militärischer Vertreter der Athener Zentralregierung in Zitsa eingerückt und vernahm mutmaßliche DSE-Mitglieder und Anhänger. Im Oktober 1947 griffen Einheiten der DSE Zitsa an, konnten es aber nicht erobern. Im Januar 1949 flog die griechische Luftwaffe Angriffe gegen DSE-Kräfte auf dem Gebiet von Zitsa. Der ehemalige griechische Ministerpräsident Georgios Rallis diente auf Seiten der Regierungstruppen freiwillig während des Bürgerkrieges in der Region Zitsa.

## Bevölkerung
Die Bevölkerung der Ortschaft Zitsa entwickelte sich von 1805 bis 1981 wie folgt:
| Jahr      | 1805 | 1814 | 1846 | 1855 | 1882  | 1887  | 1902  | 1913  | 1920  | 1928  | 1940 | 1951 | 1961        | 1971 | 1981  |
| Einwohner | 550  | 750  | 500  | 650  | 1.506 | 1.148 | 1.093 | 1.220 | 1.289 | 1.332 | 965  | 951  | 966 / 1.015 | 792  | 1.014 |

## Wirtschaft, Infrastruktur und Verkehr

### Wirtschaft

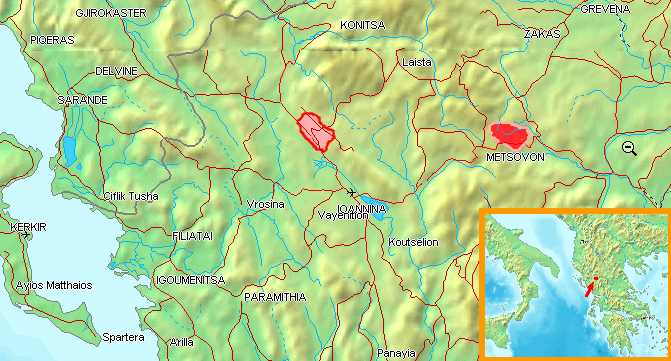
Die Weinbaugebiete Zitsa (rosa) und Metsovo (rot)

Das wirtschaftliche Hauptstandbein der Ortschaft und Gemeinde Zitsa insgesamt ist der Weinanbau. Neben der Weinanbauregion von Metsovo weiter östlich ist Zitsa das einzige Weinanbaugebiet der Verwaltungsregion Epirus mit einer geschützten Herkunftsbezeichnung in den Ländern der EU wie auch in der Schweiz. Bereits kurz nach der Siedlungsgründung begannen die Einwohner von Zitsa, dem Weinanbau nachzugehen. Weine aus Zitsa gelangten im 17. Jahrhundert bis nach Konstantinopel, der Hauptstadt des Osmanischen Reiches. Die erste Weinkelterei auf Gemeindegebiet entstand kurz nach dem Zweiten Weltkrieg 1950. 1972 wurde die heute noch vorhandene genossenschaftlich organisierte Weinkelterei gegründet. 1978 wurde die zweite Weinkelterei des Anbaugebietes neben dem Kloster Profitis Ilias in Betrieb genommen.
Die Rebgebiete der Weinbauregion Zitsa umfassen etwa 400 Hektar, die sich auf sechs Ortschaften, alle nordwestlich von Ioannina, verteilen. Die Rieden liegen zwischen 600 und 700 Metern über dem Meeresspiegel auf kalkhaltigen, kargen Böden. Bestockt ist die Region vor allem mit der autochthonen Weißweinrebe Debina, daneben werden andere alte griechische Reben, wie die roten Bekari und Vlachiko gepflanzt. Die Debina-Rebe wird auf einem Anbaugebiet von 7.500 Stremmata gezogen.
Bekanntester Wein der Region ist ein trockener, ausgesprochen frischer und fruchtiger Weißwein, der sortenrein aus der Debina gekeltert wird. Ein typischer Zitsa kann leicht moussieren und weist ein intensives Apfelaroma auf. Seltener wird der Zitsa halbtrocken ausgebaut. Ebenfalls bekannt ist die Region für roséfarbige Schaumweine, die aus der Debina und verschiedenen roten Reben gewonnen werden. Diese regional beliebten Produkte sind jedoch nicht O.P.A.P. prädikatisiert.
Nach dem Zweiten Weltkrieg und in den 1960er Jahren nach Befall des Anbaugebietes mit einer Pflanzenkrankheit wurden zusätzliche, höher gelegene Anbaugebiete erschlossen, die zuvor in Besitz von Klöstern auf dem Gemeindegebiet waren.

### Infrastruktur
Zitsa verfügt im gleichnamigen Hauptort über eine Grundschule und eine weiterführende Schule (Gymnasio). Zitsa verfügt auch über eine öffentliche Bibliothek mit 3.000 Büchern sowie über eine Pinakothek mit Bildern griechischer Maler, vor allem Kostas Malamas.

### Verkehr
Die Gemeinde Zitsa ist über Provinzialstraßen (Eparchiaki Odos) an das Nationalstraßennetz Griechenlands angeschlossen. Auf dem Gemeindegebiet von Zitsa selbst verläuft keine Nationalstraße. Östlich des Gemeindegebietes verläuft entlang der Längsachse der Hochebene von Ioannina die Nationalstraße 20 (Europastraße 853) von Ioannina über Eleousa, Karyes nach Kalpaki. Von Kalpaki aus führt die Nationalstraße 20 über Konitsa entlang des Tals des Sarandaporos-Flusses nach Neapoli und stellt damit eine Straßenverbindung nach Westmakedonien (Kastoria, Florina) und über Kozani weiter nach Zentralmakedonien mit Thessaloniki her. Bei Kalpaki führt die Nationalstraße 22 zur albanischen Grenze. Die Nationalstraßen werden durch nach Osten führende Provinzialstraßen über Karyes und Eleousa sowie nach Norden führende Provinzialstraßen über Kalpaki und Parakalamos erreicht. Die Verkehrsanbindung nach Westen ist im Vergleich zu der nach Osten und Norden schlechter: im Gemeindegebiet überquert lediglich eine Straßenbrücke den Fluss Kalamas, welche die Straße (Provinzialstraße 14) von Zitsa nach Lithino und weiter westlich zu den Ortschaften Riachovo, Kastri und Raiko führt. Über die Straße via Lithino und Raiko (Gemeinde Evrymenes) wird im weiter südlich des Gemeindegebiets ein Anschluss an die Nationalstraße 6 (Europastraße 92) von Ioannina (Eleousa) nach Igoumenitsa realisiert. Einen direkten Anschluss an das im Wachsen befindliche griechische Autobahnnetz hat Zitsa nicht. Die nächste Anschlussmöglichkeit sind die Anschlussstellen Ioannina und Pedini an der Autobahn 2 südlich von Ioannina.
Einen Eisenbahnanschluss besitzt Zitsa nicht; auch ist kein Eisenbahnanschluss im mehr als 100 km Umkreis vorhanden (nächste Bahnhöfe wären Kozani oder Kalambaka). Der nächste internationale Flughafen ist der Flughafen von Ioannina in ca. 15 km Entfernung im Südosten, über den allerdings nur eine sehr begrenzte Anzahl von Zielen zur Verfügung steht. Der nächste größere internationale Flughafen wäre der Flughafen Thessaloniki in über 390 km Entfernung.

## Kultur, Persönlichkeiten und Sehenswürdigkeiten

### Persönlichkeiten
- Kostas Malamas (* 1913, Alexandria (Ägypten)). Griechischer Maler, verbrachte seine Kindheit und Jugend bis 1931 in Zitsa.
- Dimitrios Nikolidis „Zitseos“ bzw. „Zitsaios“ (* 1766, Zitsa). Arzt und Widerstandskämpfer. Studierte in Stuttgart Medizin, im Freundeskreis von Hegel, Hölderlin und Schilling. Freund von Rigas Velestinlis.[6]

### Sehenswürdigkeiten
- Theogefyro. Eine natürliche Felsbrücke über den Fluss Kalamas zwischen den Ortschaften Melissi und Lithino.
- Kloster Pateron (gewidmet Maria Entschlafung; Kimis tis Theotokou). Erbaut im 16. Jahrhundert, griechisch-orthodoxes Kloster. 5 km westlich von Zitsa nahe der Ortschaft Lithino.
- Kloster Profitis Ilias. Erbaut im 16. Jahrhundert, griechisch-orthodoxes Kloster. Bei der Ortschaft Zitsa gelegen.